# قائمة قرارات مجلس الأمن التابع للأمم المتحدة لعام 1966
تتضمن قائمة قرارات مجلس الأمن التابع للأمم المتحدة لعام 1966 جميع القرارات الصادرة عن مجلس الأمن التابع للأمم المتحدة خلال العام 1966.

## القائمة
| رقم القرار | الرمز            | نص القرار                         | موضوع القرار                                  |
| ---------- | ---------------- | --------------------------------- | --------------------------------------------- |
| 220        | S/RES/220 (1966) | نص الوثيقة على موقع الأمم المتحدة | قضية قبرص                                     |
| 221        | S/RES/221 (1966) | نص الوثيقة على موقع الأمم المتحدة | رودسيا الجنوبية                               |
| 222        | S/RES/222 (1966) | نص الوثيقة على موقع الأمم المتحدة | قضية قبرص                                     |
| 223        | S/RES/223 (1966) | نص الوثيقة على موقع الأمم المتحدة | قبول أعضاء جدد في الأمم المتحدة: غيانا        |
| 224        | S/RES/224 (1966) | نص الوثيقة على موقع الأمم المتحدة | قبول أعضاء جدد في الأمم المتحدة: بوتسوانا     |
| 225        | S/RES/225 (1966) | نص الوثيقة على موقع الأمم المتحدة | قبول أعضاء جدد في الأمم المتحدة: ليسوتو       |
| 226        | S/RES/226 (1966) | نص الوثيقة على موقع الأمم المتحدة | المسألة المتعلقة بجمهورية الكونغو الديمقراطية |
| 227        | S/RES/227 (1966) | نص الوثيقة على موقع الأمم المتحدة | التوصية بخصوص تعيين الأمين العام              |
| 228        | S/RES/228 (1966) | نص الوثيقة على موقع الأمم المتحدة | مسألة فلسطين                                  |
| 229        | S/RES/229 (1966) | نص الوثيقة على موقع الأمم المتحدة | التوصية بخصوص تعيين الأمين العام              |
| 230        | S/RES/230 (1966) | نص الوثيقة على موقع الأمم المتحدة | قبول أعضاء جدد في الأمم المتحدة: باربادوس     |
| 231        | S/RES/231 (1966) | نص الوثيقة على موقع الأمم المتحدة | قضية قبرص                                     |
| 232        | S/RES/232 (1966) | نص الوثيقة على موقع الأمم المتحدة | رودسيا الجنوبية                               |

## المرجع
1. ↑  "Security Council Resolutions" (بالإنجليزية). الأمم المتحدة. Archived from the original on 2018-09-04. Retrieved 22 شباط / فبراير 2017. {{استشهاد ويب}}: تحقق من التاريخ في: |تاريخ الوصول= (help)